# Protambulyx carteri
Protambulyx carteri (tên tiếng Anh Carter's Sphinx) là một loài bướm đêm thuộc họ Sphingidae. Loài này có ở Florida.
Sải cánh khoảng 95–111 mm. Phía trên cánh trước có màu từ vàng đến nâu hơi da cam.
Cá thể trưởng thành mọc cánh quanh năm miền nam Florida và vùng nhiệt đới. Chúng ăn mật hoa nhiều loài hoa, bao gồm hoa nhài và Asystasia gangetica.
Ấu trùng ăn các loài Anacardiaceae, bao gồm hồ tiêu Brasil và Metopium toxiferum.